# ヘレディタリー/継承
『ヘレディタリー/継承』（ヘレディタリー/けいしょう、Hereditary）は、2018年のアメリカ合衆国のホラー映画。監督はアリ・アスター、主演はトニ・コレットが務めた。なお、本作はアスターの長編映画監督デビュー作である。
本作はサンダンス映画祭でプレミア上映された直後から絶賛されており、「直近50年のホラー映画の中の最高傑作」「21世紀最高のホラー映画」と評されている。

## ストーリー
プロローグ
ミニチュア模型アーティストのアニー・グラハムは、長年疎遠であった母エレンが亡くなったことをきっかけにグループ・カウンセリングに参加するようになる。
アニーはカウンセリングの席で、母が解離性同一性障害を発症していたこと、父が統合失調症で餓死したこと、兄が極度な被害妄想が原因で自殺したことを語る。そして、自身も夢遊病に悩まされていることを告白する。彼女は先天性遺伝による精神疾患が、いずれは自分の子ども達にも発現することを心配していたのだ。
序盤
アニーの息子のピーター（16歳）は友人宅のパーティーに行くため、学校のイベントに参加すると嘘をついて母の車を借りようとしたが、アニーは妹のチャーリー（13歳）も一緒に連れて行くよう強制する。パーティーで一人きりにされてしまったチャーリーは、ナッツ入りのケーキを食べアレルギー発作を起こしてしまう。
ピーターは妹を病院に運ぶため、車で夜道を無謀なスピードで疾走する。呼吸困難にもがき苦しむチャーリーが車の窓を開け顔を出したその時、ピーターが路上にあった動物の死骸を避けるためハンドルを切ったことから、道路脇の電柱とチャーリーの頭部が激突してしまう。
ピーターはショック状態になり、誰にも事態を報告できないまま、自宅の寝室に戻る。その翌日、頭部のないチャーリーの死体を発見した母の、悲壮な叫び声が響き渡る。
中盤
チャーリーの死をきっかけにアニーとピーターは険悪な関係になってしまい、夫のスティーブは必死になって二人の関係の修繕しようとする。
悲しみに沈むアニーは、グループ・カウンセリングで知りあったジョーンという老女と仲よくなり、ある日彼女の自宅に招かれ交霊会の儀式に参加する。そこでの体験を経て、アニーは交霊の儀式が本物であると信じ、チャーリーのスケッチブックを使い、自分も交霊の儀式を行い娘と交信しようと試みる。
真夜中、アニーは夫と息子を起こすと交霊会に参加するよう強く説得する。交信は一旦成功するが、スティーブによって儀式は中断される。以降、ピーターは妹の幻覚を見たり、アニーに殺される悪夢にうなされるなど少しずつ精神が病んでいく。
終盤
チャーリーが悪霊になったのではないかと疑うアニーは、息子の身の危険を感じ、チャーリーのスケッチブックを暖炉で燃やそうとするが、その燃え方と同調するように自分の手も炎に包まれて驚く。「スケッチブックを燃やすと自分も燃える」というルールを知ったアニーは、スケッチブックの処分をあきらめる。
さらにアニーは、自宅の屋根裏部屋で母の首のない腐乱死体を発見する。母の遺品を調べると、そこにはカルト教団のリーダーであった生前の母とジョーンの姿が映った写真が何枚もあり、「ペイモン」と呼ばれる悪魔について書かれた本を発見する。本にはペイモンが男性の肉体に取り憑くことを望み、その見返りに富をもたらすことが記されてあった。
アニーはスティーブに屋根裏のエレンの死体を見せ、悪魔崇拝のカルトの実態を説明しようとするが、スティーブは夢遊病持ちのアニーがエレンの死体を墓から掘り返して屋根裏に遺棄したのだと思い込み、取り合わない。絶望したアニーは、自分も焼け死ぬ覚悟で再度スケッチブックを暖炉に捨てるが、今度はアニーではなく、スティーブの体が炎に包まれていた。それを目にしたアニーの精神は完全に崩壊し、絶望の慟哭を上げるが直後に彼女は何かに憑依される。
ラスト
眠っていたピーターが目を覚ますと、庭の木に据え付けられたツリーハウスの明かりが点灯していた。不審に思ったピーターが階下に降りると、暖炉の前でスティーブの焼死体を発見する。続いてなにかに憑依され、天井を這って移動するアニーと、全裸に不気味な化粧を施した見ず知らずの男を見て、ピーターは逃げ出す。
襲いかかってくるアニーを振り切って屋根裏部屋へと逃げ込み、なんとか落ち着こうとするもカルト教団の儀式の痕跡を見つける。不気味な物音に目を上げると、天井近くに浮揚するアニーがピアノ線で自らの首を切断し始めていた。目を疑う光景に唖然としているところにいつの間にか全裸のカルト教団メンバーがたたずんでいるのを見てピーターはパニックに陥り、窓から外へ飛び出して地面に落下。失神する。
弱ったピーターの体に、アニーの肉体に入った光が憑依すると、ピーターは目覚める。彼が周囲を見るとツリーハウスに頭のないアニーの死体が浮遊しながら入っていくのを見る。庭にいるカルト教団員に見守られながら、ピーターもツリーハウスの中に入っていく。そこにはジョーンと他のカルト教団員が集まっており、チャーリーの頭部が飾りつけられた像が祀られ、その前には首のないエレンとアニーがひれ伏していた。ジョーンはピーターに王冠を被せてピーターを「チャーリー」と呼び、悪魔ペイモンの復活を祝うのであった。

## キャスト
※括弧内は日本語吹替
アニー・グラハム
演 - トニ・コレット（藤貴子）
スティーブの妻で、本作の主人公。ミニチュア模型作家。
スティーブ・グラハム
演 -  ガブリエル・バーン（仲野裕）
アニーの夫。
ピーター・グラハム
演 - アレックス・ウルフ（小田柿悠太）
グラハム夫妻の長男。16歳。
チャーリー・グラハム
演 - ミリー・シャピロ（小若和郁那）
グラハム夫妻の長女。13歳。
ジョーン
演 - アン・ダウド（仲村かおり）
交霊術を行っており、アニーにも交霊術のやり方を教えた。
その他の日本語吹き替え
岸本百恵、堀総士郎、新田早規、青木崇、中野泰佑

## 製作
2017年2月、本作の主要撮影がユタ州で始まった。

## トラブル
2018年4月、オーストラリア西部のパースの映画館で『ピーターラビット』（PG指定）が上映された際、R指定を受けている本作の予告編が誤って流されるというトラブルがあった。家族連れで賑わっていた室内は一時騒然とし、少なくとも40人の子供が予告編を視聴してしまった。

## 公開・興行収入
本作は『オーシャンズ8』及び『ホテル・アルテミス 〜犯罪者専門闇病院〜』と同じ週に封切られ、公開初週末に1200万ドル前後を稼ぎ出すと予想されていたが、実際の数字はそれを上回った。2018年6月8日、本作は全米2,964館で封切られ、公開初週末に1357万ドルを稼ぎ出し、週末興行収入ランキング初登場4位となった。この数字はA24が配給を行った作品としては過去最高のものである。
2018年12月21日、TOHOシネマズ新宿で本作の絶叫上映（応援上映の一種）が開催された。通常、絶叫上映ではホラーシーンで観客が叫び声を上げるが、本作の上映時には叫び声がラスト付近まで一切上がらなかったという。企画側からは「誰にも気兼ねなく声を出して怖がって良いという企画だったが、映画の恐ろしさに叫ぶどころでは無かった様子」としており、「完敗しました」と話している。

## 評価
本作は批評家から絶賛されている。映画批評集積サイトのRotten Tomatoesには257件のレビューがあり、批評家支持率は89%、平均点は10点満点で8.2点となっている。サイト側による批評家の見解の要約は「『ヘレディタリー/継承』はその古めかしい舞台設定を凄惨なホラー映画のフレームワークとして活用している。凍てつくほどの恐怖はエンドクレジット終了後も消えてくれない。」となっている。また、Metacriticには42件のレビューがあり、加重平均値は87/100となっている。なお、本作のCinemaScoreはD+となっている。
『ローリング・ストーン』のピーター・トラヴァースは本作に4つ星評価で3つ星半を与え、「2018年で最も怖い映画」「キャリアの集大成とも言うべき演技を披露したコレットは、アニーの肉体と精神の分離へと観客を没入させ、観客に残っている度胸の類いの一切を破壊する。コレットの一世一代の演技は一晩寝たくらいでは忘れ去ることができないほどの刺激に満ちあふれている。もっとも、忘れ去ろうとする前に、観客は全身の血が沸き立たんばかりに叫び出すだろうが。」と評している。
「A.V.クラブ」のA・A・ダウドは本作にA-評価を下し、「そのシリアスさと身の毛もよだつほどの技巧のお陰で、『ヘレディタリー』は傑作ホラー映画の系譜に属す作品となった。その系譜はアメリカ産ホラー映画の試金石の山、つまり、『ローズマリーの赤ちゃん』や『エクソシスト』のような邪悪な時代精神を反映した古典的名作にまで遡るものである。驚くべきことに、この作品はアリ・アスターの監督・脚本家デビュー作である。これは恵まれたことである。」と述べている。